# Paulina Kinaszewska

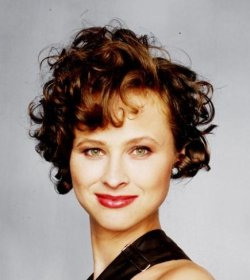
Paulina Kinaszewska (2008)

Paulina Kinaszewska-Woźniak (auch Paula; * 24. Juli 1976 in Danzig) ist eine polnische Schauspielerin.

## Leben
Paulina Kinaszewska ist die Tochter der Journalistin und Dokumentarfilmregisseurin Henryka Dobosz-Kinaszewska und des Dokumentarfilmregisseurs und -produzenten Adam Kinaszewski. Sie heiratete den Komponisten und Tonregisseur Bartłomiej Woźniak. Das Ehepaar hat einen Sohn.
Kinaszewska absolvierte 1999 die Ausbildung an der Theaterakademie Warschau. Am ersten Juli des Jahres gab sie ihr Theaterdebüt in der Rolle der „Jenny“ in der Bettleroper in der Adaption von Vaclav Havel auf der Bühne des Dramatischen Theaters in Warschau. Sie war von 1999 bis 2003 am Nationaltheater Warschau tätig, wechselte dann an das Danziger Stadttheater und gehört seit 2006 zum Ensemble des Studio-Theaters in Warschau. Weitere Auftritte hatte sie 2000 im Agnieszka-Osiecka-Atelier in Sopot, 2001 im Ateneum („Stefan Jaracz“), 2002 in der Stara Prochownia und 2006 im Teatr na Woli („Tadeusz Łomnicki“; letztere alle in Warschau).
Seit 1997 wirkt Kinaszewska in Spiel- und Dokumentarfilmen sowie TV-Serien mit.

## Auszeichnungen
- Andrzej-Nardelli-Preis für das beste Schauspieldebüt in Molières Schule der Frauen am Nationaltheater[1]

## Filmografie (Auswahl)
Neben folgenden Auftritten als Schauspielerin wirkte sie in weiteren Filmen als Tänzerin und Violinistin mit.
- 1997: Kroniki domowe
- 1999: Egzekutor
- 1999: Max i Maja
- 1999: Miodowe lata (Serie)
- 1999: A mi szerelmünk
- 2001: Więzy krwi (Serie)
- 2001: La plage noire
- 2002: Król przedmieścia (Serie)
- 2003: Plebania (Serie)
- 2003–2004: Złotopolscy (Serie)
- 2005: Klinika samotnych serc (Serie)
- 2011: Pogodni (Serie)
- 2015: Komosarz Alex (Serie)
- 2018–2020: Korona Królów (Serie)